# Joaquín Pardavé
Joaquín Pardavé Arce (Pénjamo, Guanajuato, Mèxic, 30 de setembre de 1900-Benito Juarez de la Ciutat de Mèxic, 20 de juliol de 1955) va ser un actor, director, cantautor, compositor, comediant i guionista de l'Època d'Or del cinema mexicà.

## Vida personal
Els seus pares eren actors de teatre d'origen espanyol. Va néixer durant una gira de la companyia on actuaven, es presumeix que en el suburbi urbà de Churipitzeo, a Pénjamo, Guanajuato, encara que alguns asseguren que va néixer en un conegut hotel d'aquells anys de la ciutat de Pénjamo, ciutat que amb freqüència visitava per a trobar-se amb amics, brindar menjars i fer passejos a la ciutat i els seus actuals suburbis. Era cosí germà de l'actriu María Tereza Montoya. El seu lloc d'origen va ser inspiració d'algunes de les seves composicions musicals i de cinema. Va començar la seva carrera al teatre als quatre anys i va canviar al cinema durant l'era del cinema mut. Va ser membre de la maçoneria.

## Carrera
Un dels seus treballs va ser de telegrafista dels Ferrocarriles Nacionales de México a l'estació Paredón, i va ser en aquest període que va compondre la peça "Carmen", dedicada a Carmen Delgado.

### Teatre de sarsuela i carpes
En la Ciutat de Mèxic, es va incorporar a la companyia de sarsuela del seu oncle Carlos, i després a la de José Campillo. El seu debut va ser en "La banda de las trompetas", però els seus triomfs els va collir en interpretar papers còmics que ridiculitzaven als estatunidencs i als orientals a Buster Keaton, El chino i El loco. Poc després, va treballar en parella amb el còmic Roberto el Panzón Soto (pare del còmic Fernando Soto "Mantequilla"), un dels primers còmics sorgits de les carpes, i va conèixer en aquells dies a Soledad Rebolledo, qui hauria de convertir-se en la seva esposa

### Cinema
Polifacètic, va compondre peces musicals, va actuar i va dirigir cinema. Debuta en la cinta muda Viaje redondo (José Manuel Ramos, 1919) estrenada el 1920, la seva primera pel·lícula sonora va ser El águila y el nopal (Miguel Contreras Torres, 1929) estrenada als cinemes el 1930. Va fer un paper de vilà a la pel·lícula Águilas frente al sol (Antonio Moreno, 1932). Va fer un paper secundari a la pel·lícula Jalisco nunca muere, però la seva consagració com a actor va ser a México de mis recuerdos, on interpretava don Susanito Peñafiel y Somellera, personatge de l'època de Porfirio Díaz. També és inoblidable el paper de Narciso Escalera, al final anomenat "Makakikus", de la pel·lícula El gran Makakikus, de 1944, i el de Pascual, a la pel·lícula Ojos de juventud, de 1948, amb Elsa Aguirre i José Baviera.
Més tard, va començar a dirigir els seus propis films, entre ells El baisano Jalil, pel·lícula que narra la vida dels immigrants libanesos quan van arribar a Mèxic a principis del segle xx; també Los hijos de don Venancio, que tracta la vida d'un espanyol amo d'una adrogueria, on els seus fills i els seus empleats són apassionats al futbol; Soy charro de Rancho Grande, Una gallega en México; molts altres títols, variant els gèneres de la comèdia al drama. Protagonista en la pel·lícula El Mil Amores, con Pedro Infante i Rosita Quintana.
A més va escriure diversos llibrets de gran qualitat per a innombrables pel·lícules de l'època d'or del cinema mexicà.
Ja feta una carrera al cinema, va tornar al teatre amb l'opereta Orfeo en los infiernos.

### Televisió
També va treballar per a la televisió en 1954, actuant com a pallasso en Noches de circo, amb el personatge de "Cascabel", programa del canal 4 de Telesistema Mexicano, avui Televisa.

### Compositor
No obstant això la seva reconeguda carrera dins de la direcció i actuació al cinema, no va interrompre la seva activitat musical. Prova d'això són la composició de la música per a "México se derrumba" i, en col·laboració ambJosé Palacios Montalvo, "El fracaso del sábado"; també, les famoses cançons "Negra consentida", "Falsa", "No hagas llorar a esa mujer", "Ventanita morada", "La Panchita", "Aburrido me voy", "Caminito de la sierra", "Varita de nardo", "Bésame en la boca", o "Porque lloran tus ojos", una obra que en general va abastar un total de 120 composicions, amb col·laboradors com Armando Camejo, José Bolaños, Mario Ruiz Armengol, Manuel Esperón, Alberto Domínguez, Aurelio Morales Pardavé i en algunes lletres, Fernando Soto "Mantequilla", sense oblidar alguns poemes que Juan Arvizu, “El tenor de La voz de seda”, declamés com a introducció a algunes de les seves cançons.
Joaquín Pardavé va aconseguir abastar gèneres com el foxtrot, vals, polka, bolero, huapango, huaracha, corrido, tango, ranxera, sarsuela, opereta, danzonete, cha-cha-chá, les cançons infantils i fins i tot el rock and roll (existeix una cançó en anglès titulada "Nightingale", així com el tema ranxer "Ando picado", amb lletra del propi Pardavé i amb música de l'intèrpret, investigador i compositor mexicà Zarco Gómez, tema que va ser presentat en el 2014, igual que la lletra de "Perdona!", de 1934 (dos mesos abans de morir en el 2013, Zarco Gómez va gravar, de viva veu, la música d'aquesta última en el seu petit minicomponent, al costat del periodista i escriptor mexicà Rogelio Gómez Mejía, perquè la cançó es publiqués finalment en el 2015).
Altres lletres, com "Pachuco mexicano" (lletra de 1949), "¡Tu Falso Juramento!", "¿Qué esperas tú de mi?", "Bardomiano Flores" (lletrrs de 1952), "Platillos voladores", "Y llegó el rock and roll" i "Mi campeón el futbol", A causa de les publicacions periodístiques, radiofòniques i televisives d'un grups de joves que començaven a revolucionar al món als Estats Units des de 1954, que van cridar molt l'atenció de Pardavé. L'última d'elles, per a la pel·lícula Club de señoritas, no va sortir a la llum, pel fet que, en proposar-la, el director Gilberto Martinez Solares ja ho tenia tot cobert

### Projecte de monument a Miguel Hidalgo
Temps abans de la seva mort, va estar molt relacionat amb el projecte de la construcció de l'actual i colossal monument a Miguel Hidalgo i Costella, "Pare de la Pàtria", en la qual fos el seu bressol, la hisenda de Corralejo en Pénjamo, obra que l'actor no va poder arribar a veure.

## Defunció
Va morir d'un vessament cerebral el 20 de juliol de 1955, en la Ciutat de Mèxic, a causa d'una hipertensió arterial descontrolada catalèpsia.
Una avinguda cèntrica, un auditori i el saló d'una coneguda tequilera de la ciutat on va néixer l'actor porten el seu nom. Igualment, un local de cafè porta el títol d'una pel·lícula que va realitzar amb el nom de "Pénjamo". A més, hi ha un mural amb el seu rostre al Parc La Moderna de la colonia Moderna, a quatre carrers del metro Xola, al carrer Juana de Arco. Hi ha una placa en el seu honor als carrers de Concepción Béistegui i avinguda Cuauhtémoc (lloc on va morir), i una altra també en Pénjamo, Guanajuato, a la cantonada dels carrers Aldama i Arteaga, lloc on va néixer, i una altra placa als Estudis Churubusco (Fòrum 7), 

### Llegenda urbana sobre la seva mort
Després de la seva mort, va sorgir una llegenda urbana que afirmava que havia estat enterrat viu. Va ser difosa pel diari mexicà La Prensa, amb base en la condició catalèptica de l'actor. Els familiars van desmentir aquest rumor, tant en entrevistes a través dels periòdics com en la televisió, quan es va fer un reportatge sobre la seva vida. Un dels seus nebots va desmentir el rumor de manera categòrica, i va assegurar que les seves restes mai van ser exhumats.

## Pel·lícules
- La virtud desnuda (1955) com Don Zacarías Martínez.
- Club de señoritas (1955) com Susanito Peñafiel.
- Las medias de seda (1955) com Don Juan.
- El hombre inquieto (1954) com Don Raphul.
- A los cuatro vientos (1954) com el padrí.
- Pueblo, canto y esperanza (1954) com el pare Acisclo.
- El mil amores (1954) com Chabelo.
- La Gitana Blanca (1954)
- Pompeyo el conquistador (1953) com Don Pompeyo/Froilán.
- Reportaje (1953) com atracador amb accent àrab.
- Mi adorada Clementina (1953) com Carlos.
- El casto Susano (1954) com Susano Alegre y Rematado.
- Doña Mariquita de mi corazón (1952) com Ubaldo.
- Ésos de Pénjamo (1952) com Dr. Porfirio Rojas
- Gendarme de punto (1951) com Timoteo.
- Del can can al mambo (1951) com Susanito.
- Mi campeón (1951) com Chóforo Moreno.
- Una gallega baila mambo (1950) com "el Bofes".
- Azahares para tu boda (1950) com Don Botros Slim.
- Primero soy mexicano (1950) com el dueño de la hacienda.
- Arriba el norte (1949) com el coronel Valente Cordero.
- Dos pesos dejada (1949) com Gabino Pringoso.
- Una gallega en México (1949) com Don Robustiano.
- La familia Pérez (1948) com Gumaro Pérez.
- Ojos de juventud (1948) com Pascual.
- Los viejos somos así (1948) com Prudencio Sarasate.
- La niña de mis ojos (1946) com Curro Claveles.
- El ropavejero (1946) com Cirilo.
- Don Simón de Lira (1946) com Don Simón de Lira.
- El barchante Neguib (1945) com Neguib Basharut.
- Los hijos de don Venancio (1945) com Don Venancio Fernández.
- La reina de la opereta (1945) com Margarito Pimentel de la Cueva y Santos Arias.
- El gran Makakikus (1944) com Narciso Escalera.
- Los hijos de don Venancio (1944) com Don Venancio Fernández.
- Como todas las madres (1944) com Feliciano González.
- México de mis recuerdos (1943) com Don Susanito Peñafiel y Somellera.
- El sombrero de tres picos (1943) com Don Hermógenes de Alabastro.
- Adiós juventud (1943) com Hilarión Medinilla.
- Cinco fueron escogidos (1942) com Glinko.
- Yo bailé con don Porfirio (1942) com Don Severo de los Ríos.
- El baisano Jalil (1942) com Jalil Farad.
- El ángel negro (1942) com Luciano del Roble.
- Esa mujer es la mía (1942) com el falso marido.
- Caballería del imperio (1942) com Joaquín Abasolo.
- El que tenga un amor (1942) com Simón Regalado.
- Mil estudiantes y una muchacha (1941) com Atenodoro Soriano.
- ¿Quién te quiere a ti? (1941) com el noi lleig
- ¡Ay, qué tiempos señor don Simón! (1941) com Don Simón.
- Cuando los hijos se van (1941) com Casimiro.
- Al son de la marimba (1940) com Agapito Cuerda.
- El jefe máximo (1940) com Serapio Rea.
- Ahí está el detalle (1940) com Cayetano Lastre.
- Que viene mi marido (1939) com Valeriano.
- En tiempos de don Porfirio (1939) com Don Rodrigo Rodríguez.
- Viviré otra vez (1939) com Chufas.
- En un burro tres baturros (1939) com Isidro Herráiz.
- Caballo a caballo (1939) com Espiridión Espérides.
- Hombres del aire (1939) com Bigotes.
- Cada loco con su tema (1938) com Justiniano Conquián.
- El señor alcalde (1938) com el propietari de la farmàcia.
- Luna criolla (1938) com el tartamudo.
- La tía de las muchachas (1938) com Goyo Becerra.
- Los millones de Chaflán (1938) com Rómulo Valdés.
- Tierra brava (1938) com Benito.
- La Zandunga (1937) com Don Catarino.
- Mi candidato (1937) com Prócoro.
- Canción del alma (1937) com el Sergent Napoleón Régules.
- Jalisco nunca pierde (1937) com Filogonio.
- Bajo el cielo de México (1937) com Salomón.
- Revista musical (1934).
- Águilas frente al sol (1932) com Wu Li Wong.
- El águila y el nopal (1929) com el nebot del ranxer.
- Viaje redondo (1919) primera pel·lícula de Joaquín Pardavé.